# Степан Панкович
Степан Панкович (також Стефан Панкович; русин. Стефанъ Панковичъ, угор. Pankovics István; 29 жовтня 1820, Веляти, Угорське королівство — 29 серпня 1874, Ужгород, Угорське королівство) — священик та церковний ієрарх у Закарпатті, мадярон, активний провадник мадяризації краю та противник москвофільства.

## Життєпис
Народився 29 жовтня 1820 року у селі Веляти (нині — округ Требішов, Словаччина).
Після закінчення Ужгородської богословської семінарії та висвячення у 1851 році на греко-католицького священика Степан Панкович жодного дня не виконував священичих обов'язків. Натомість протягом майже 20 років працював домашнім вчителем в різних угорських аристократичних родинах. Попри брак практичного пастирського досвіду, у 1866 році його було призначено єпископом Мукачівської греко-католицької єпархії, і наступного року це призначення схвалив Ватикан.
Роки правління єпископа Степана Панковича (1867—1874) припали на час посилення урядової політики мадяризації та національної асиміляції немадярських народів Угорського королівства після Австро-угорської угоди 1867 року — і Степан Панкович був переконаним прихильником цієї політики. Навіть пастирські послання до народу Панкович писав угорською мовою. Він взявся «плекати» угорський патріотизм у карпатських русинів, стверджуючи, що якщо вони живуть під правлінням мадярів, то їм також слід стати мадярами: 
| «Якщо ми живемо тепер під владою мадярів, то ми маємо ставати мадярами, а як прийдуть німці, то станемо німцями»[1] |
Степан Панкович був прихильником підпорядкування своєї єпархії угорській церкві, у той час коли єпархіальний синод та місцеві еліти Мукачевого протягом десятиріч клопотали про її автономію. То ж коли у 1771 році папською буллою Климента XIV Мукачівська єпархія врешті вийшла із підпорядкування римо-католицького єпископа в угорському Ягрі (Еґері) та стала підпорядкованою безпосередньо Ватикану, єпископ Панкович активно виявляв свою незгоду. На противагу Румунській та Сербській православним церквам в Угорщині, які зберігали свій автономний статус і рівність з римо-католицькою та протестантськими церквами, єпископ визнав верховенство римо-католицької церкви Угорщини на Будапештському церковному конгресі 1870 року.
За роки його єпископства виділено південну частину Мукачівської єпархії в окремий вікаріят із власною консисторією та богослужбовою угорською мовою, з осередком у містечку Гайдудорг (Гайдудороґ). 1912 року вікаріят перетворено на окрему єпархію (дієцезію), що тепер входить до складу Угорщини. Згодом Гайдудороґ став єдиною угорською епархією візантійського обряду.
У своїх намаганнях поширювати проугорську орієнтацію єпископ виявляв критичне ставлення до єдиної існуючої руської організації — Товариства св. Василія Великого, яке захищало автономний статус Мукачівської єпархії. Йому вдалося позбутися голів-засновників Адольфа Добрянського та Івана Раковського, які були москвофілами, та фактично взяти під свій контроль друкований орган товариства — газету «Свѣтъ». У 1871 році новий редактор почав видавати газету під назвою «Новий свѣтъ», яка також виявилася недостатньо проугорською в очах влади, і Степан Панкович замінив її наступного року (1872 р.) справді лояльною газетою «Карпатъ». Він також домігся переведення журналістів та дописувачів, що залишалися в опозиції угорському урядові, на роботу в інші частини Угорського королівства (Кирило Сабов, Юрій Ігнатков) або змушував назавжди виїхати з країни. Деякі з них емігрували до Російської імперії (Віктор Кимак, Михайло Молчан, Еммануїл Грабар).
Степан Панкович також заборонив семінаристам-русинам навчатися у імперській столиці Відні, натомість посилав їх на навчання до Будапешта та Острогома. Побоюючись, що вони «слов'янізуються» під впливом студентів-слов'ян із інших частин Австро-Угорської імперії, він також заборонив викладання руської мови в гімназіях Закарпаття, і це рішення стало поштовхом для мадяризації дедалі ширших верств греко-католицької русинської церковної інтелігенції.
За свої успіхи в розгромі останніх спроб русинського національного самоусвідомлення Степан Панкович був високо оцінений угорськими урядовими колами: його було нагороджено Великим Хрестом ордена Залізної Корони (1871 р.), надано звання імператорського таємного радника та командора Королівського угорського ордена Святого Стефана (1869 р.).
Помер 29 серпня 1874 року в Ужгороді (нині — Закарпатська область, Україна).